# Zadní Chalupy
Zadní Chalupy (německy Hinterhäuser) jsou zaniklá vesnice na Šumavě. Stávala asi šest kilometrů od Nýrska v Plzeňském kraji v okrese Klatovy v blízkosti státní hranice s Německem v nejzápadnější části správního území obce Hamry. Místo zaniklé vesnice a její okolí je součástí přírodní památky Královský hvozd.

## Název
Název vesnice se v historických pramenech objevuje ve tvarech: Hinterhäuser (1789) a Hinterhäuser nebo Zadní Chalupy (1839). Lidově se používal také název am Häusern.

## Historie
První písemná zmínka o Zadních Chalupách pochází z roku 1701. Po druhé světové válce vesnice zanikla a její okolí se stalo součástí nepřístupného hraničního pásma.
V oznámení velitele SNB v Zelené Lhotě, vrchního strážmistra Grossla ze dne 18. září 1948 adresovaném tehdejší Radě okresního národního výboru v Klatovech je uvedeno, že obec Zadní Chalupy leží v těsné blízkosti státní hranice, nehodí se vůbec k osídlení a všechny rodinné domy, stodoly a kůlny jsou ve velice sešlém a zchátralém stavu, tak že je nutno všechny z důvodu bezpečnostních zbourat. Obec Zadní Chalupy má celkem 30 popisných čísel, z nichž pouze bývalý hostinec Františka Bredla čp. 3 je úplně nový, celý zděný, velice prostorný a zachovalý, tak že by se dal dobře použít k rekreačním účelům. To samé se vztahuje na budovy bývalé německé školy čp. 28. Lesní cesty v prostoru Zadních Chalup jsou v tak špatném stavu, že se jich nedá použít k jízdě ani potahem.
V roce 1950 byly budovy finanční stráže čp. 23 a školy čp. 28 předány jako bouračky vojenské správě na stavební materiál.
Rada okresního národního výboru v Klatovech usnesením ze dne 13. října 1950 sloučila obec Zadní Chalupy do obce Hamry s odůvodněním, že obec Zadní Chalupy není vůbec osídlena a nemá tedy možnost utvořit samostatnou obecní správu. Nemovitosti v katastrálním území této obce byly již z větší části převzaty státními statky a nelze pomýšleti na individuální dosidlování.
Ministerstvo vnitra sloučení obce Zadní Chalupy do obce Hamry uveřejnilo v Úředním listu dne 16. února 1952, částka 20.

## Přírodní poměry
Vesnice stávala v katastrálním území Zadní Chalupy s rozlohou 1,56 km². Nacházela se v nadmořské výšce okolo 730 metrů v Železnorudské hornatině v pramenné oblasti Svinského potoka, který se o několik kilometrů dále na východ vlévá do Úhlavy.

## Nemovitosti
Po odsunu původních německých obyvatel obce a konfiskaci jejich majetku jsou vedeni v katastrálním území Zadní Chalupy pouze následující vlastníci nemovitostí:
- Obec Zadní Chalupy / pozemková kniha, č.vl. 13., 18. a 70.[6]
- Školní obec Zadní Chalupy / pozemková kniha, č.vl. 28.[6]

- Čsl. stát – Československé státní lesy, národní podnik v Praze / pozemková kniha, č.vl. 139. – příděl nemovitostí číslo 1. podle dekretu prezidenta republiky č. 28 / 1945 Sb.[7][6]

Na základě žádosti Správy lesního hospodářství v Nýrsku vydal technický referát Rady okresního národního výboru v Klatovech k 18. prosinci 1952, číslo jednací XI/1/711.6 rozhodnutí – demoliční výměry na všechny budovy v obci Zadní Chalupy.
Hospodářskou smlouvou o převodu správy národního majetku číslo 57 / 69 - 6 s účinností od 1. června 1969 převedl tehdejší Státní statek, národní podnik, Dešenice na ministerstvo národní obrany v katastrálním území Zadní Chalupy následující nemovitosti :
- zastavěné plochy o výměře 1,3419 ha
- louky o výměře 36,8214 ha
- pastviny o výměře 1,6895 ha
- ostatní plochy o výměře 18,5353 ha

a dále v navazující oblasti v katastrálním území Hamry nemovitosti :
- pastviny o výměře 2,8525 ha
- louky o výměře 0,2118 ha
- ostatní plochy o výměře 13,6861 ha

z důvodu, že uvedené nemovitosti se nacházely v hraničním pásmu a obdělávání těchto pozemků bylo pro statek neekonomické. Přejímací organizaci, tj. ministerstvo národní obrany zastupoval při převzetí nemovitostí úřad – Krajská vojenská ubytovací a stavební správa v Plzni. Výše uvedené nemovitosti byly v evidenci nemovitostí zapsány na list vlastnictví číslo 40 pro vlastníka Čsl.stát – ministerstvo vnitra pod položkou výkazu změn číslo 27 / 69., číslo jednací 2744 ze dne 21. srpna 1969.

## Obyvatelstvo
V lexikonu obcí 1927 je u Zadních Chalup uveden národnostní ráz obce německý.
Státní statistický úřad v Praze uvádí, že k 22. květnu 1947 bylo v obci Zadní Chalupy sečteno 30 přítomných obyvatel.
V letech 1971 až 1973 v zaniklé obci Zadní Chalupy byly hlášeny k trvalému pobytu 3 osoby, a to v budovách ministerstva vnitra, které neměly přidělena čísla popisná.
|           | 1869 | 1880 | 1890 | 1900 | 1910 | 1921 | 1930 |
| --------- | ---- | ---- | ---- | ---- | ---- | ---- | ---- |
| Obyvatelé | 179  | 191  | 167  | 175  | 166  | 150  | 156  |
| Domy      | 25   | 30   | 31   | 30   | 29   | 29   | 28   |

## Obecní správa
Při sčítání lidu v letech 1869–1880 byly Zadní Chalupy osadou tehdejší obce Skelná Huť. V letech 1900–1930 byly samostatnou obcí a v pozdějších letech zanikly. (Census 1890 Skelná Huť - Zadní Chalupy (Glashütten - Hinterhäuser) | Porta fontium)
Státní okresní archiv v Klatovech uvádí, že ve skupinovém inventáři fondu Národní výbory okresu Klatovy, příloha číslo 10., strana 111., položka číslo 23. nebyl odevzdán písemný materiál o činnosti Místní správní komise, popř. Místního národního výboru v Zadních Chalupách v časovém rozsahu (1935) 1945 až 1952, kdy byla obec Zadní Chalupy sloučena do obce Hamry. Taktéž není ve Státním okresním archivu uložen písemný materiál Obecné školy v Zadních Chalupách.

### Územní příslušnost
- k 1. srpnu 1927 patřila obec Zadní Chalupy do politického okresu Klatovy, soudní okres Nýrsko, poštovní a telegrafní úřad Nýrsko, železniční stanice, zastávka, nákladiště Zelená Lhota a nebo Nýrsko, obecná škola Zadní Chalupy, farní úřad římskokatolický a matriční úřad Nýrsko, četnická stanice Dešenice, zdravotní obvod Dešenice[15]

- k 1. lednu 1948 patřila obec Zadní Chalupy pod správní okres Klatovy, soudní okres Nýrsko, poštovní úřad Nýrsko, stanice sboru národní bezpečnosti Zelená Lhota, železniční stanice a nákladiště Zelená Lhota.[16][17]
- k 1. únoru 1949 patřila obec Zadní Chalupy do okresu Klatovy, kraj Plzeňský.[18][19][20]
- k 1. lednu 1950 patřila obec Zadní Chalupy do okresu Klatovy, kraj Plzeňský, k matričnímu úřadu u Místního národního výboru v Nýrsku.[21]
- k 16. únoru 1952 byla obec Zadní Chalupy úředně připojena k obci Hamry.[22][23]
- k 1. lednu 1955 byla osada Zadní Chalupy vedena již jako zaniklá.[24]

### Matriční příslušnost
- do 31. prosince 1949 patřila obec Zadní Chalupy do matričního obvodu Farního úřadu v Nýrsku[25]
- od 1. ledna 1950 patřila obec Zadní Chalupy do matričního obvodu Místního národního výboru v Nýrsku[21]
- od 16. února 1952 byla obec Zadní Chalupy sloučená do obce Hamry – matriční obvod Místního národního výboru v Železné Rudě[23]

## Osobnosti
Ve vsi se narodil spisovatel Anton Schott (8. února 1866 – 4. dubna 1945). Před rokem 1918 v obci zastával funkci starosty a později se usadil v Rakousku.